# Топильский, Владимир Павлович
Влади́мир Па́влович Топи́льский (9 июля 1961, Мытищи, СССР) — советский и российский телеведущий, спортивный комментатор.

## Биография
Родился 9 июля 1961 года в Мытищах. Двоюродный брат российской детективной писательницы Елены Топильской. Женат, имеет двоих взрослых сыновей.
В 1983 году окончил Московский институт инженеров железнодорожного транспорта, факультет мостов и тоннелей. До 1989 года работал в проектном институте «Метрогипротранс», командовал взводом на строительстве восточного участка БАМа.

### Телевидение
С июля 1989 по декабрь 2017 года работал на телевидении. Первоначально работал младшим редактором спортивной редакции Центрального телевидения Гостелерадио СССР.
С 1991 по 1995 год — работа в спортивной редакции РГТРК «Останкино»: ведущий новостей спорта в программах «Новости Останкино», «ИТА Новости» и «Время». Также вёл футбольную программу «Гол!» (ранее и позже — «Футбольное обозрение») и спортивное обозрение «Спортивный уик-энд».
С апреля 1995 по декабрь 2017 года — спортивный комментатор ОРТ, затем «Первого канала». Ведущий «Новостей спорта» в основных информационных программах: «Новости», «Время», «Вечерние новости», «Доброе утро», дневников Олимпиады и других.
Работал на Олимпийских играх 2000, 2002, 2004, 2006, 2008, 2010, 2012 и 2014 годов. Комментатор соревнований, обозреватель, ведущий дневников.
Также комментировал для «Первого канала» соревнования по лыжному спорту и несколько чемпионатов мира по биатлону с 1990-х по начало 2000-х годов. Работал на подстраховках — в случае потери связи с основными комментаторами на стадионе во время прямых трансляций.
С июня 2010 по май 2015 года комментировал спортивные новости за кадром в передаче «Новости» (дневные и ночные выпуски). С 26 декабря 2017 года больше не является сотрудником телеканала. За посещение Крыма в июле 2018 года внесён в базу сайта «Миротворец» и одновременно ему был запрещён въезд на Украину на 3 года.

### Дальнейшая карьера
С 2018 по 2019 год работал в пресс-службе Олимпийского комитета России.

### Награды
Награждён Премией Госкомспорта (2001) — «За вклад в освещение спортивной жизни страны».